# 血染の代紋
『血染の代紋』（ちぞめのだいもん）は、1970年1月31日に公開された日本の映画。製作は東映。監督は深作欣二、主演は菅原文太と梅宮辰夫。

## スタッフ
- 監督：深作欣二
- 脚本：深作欣二、内藤誠
- 企画：俊藤浩滋、太田浩児
- 撮影：仲沢半次郎
- 音楽：木下忠司
- 編集：祖田富美夫

## 出演者
- 郡司健策：菅原文太
- 速水五郎：梅宮辰夫
- 風間努：待田京介
- 三千代：宮園純子
- 大門要：渡辺文雄
- コロ松：鈴木やすし
- シゲル：曽根晴美
- 岩切安次郎：内田朝雄
- 金原：藤山浩二
- 鬼頭：南廣
- 片桐：関山耕司
- ジョージ：ケン・サンダース
- 新田：室田日出男
- 風間徳造：沢彰謙
- 矢吹：八名信夫
- 日置：日尾孝司
- 県警刑事：河合絃司
- 住人：岡部正純
- 山本嘉市：相馬剛三
- ドモ竹：佐藤晟也
- 小崎：北川恵一
- 住人：三重街恒二
- 須川：久地明
- 小坂：土山登士幸
- 努の母：東竜子
- 速水の若衆：小林稔侍
- 岩切組組員：伊達弘
- 滝島：滝島孝二
- 三好：木川哲也
- 岩切組組員：林宏
- バーテン：野口貴史
- 大門組組員：山之内修、亀山達也
- 住人：高須準之助、山田甲一
- 速水の若衆：須賀良
- 住人：岡野耕作
- 速水の若衆：五野上力、西本良治郎
- 大門組組員：吉田一夫
- 住人：竹村清女、織田英子、八百原寿子、久保伊都子
- 大沼の女房：谷本小代子
- ナレーター：小松方正
- 大将：長門勇
- 黒木鉄次：鶴田浩二（特別出演）